# ワクワク発見!ブリックキッズ
『ワクワク発見!ブリックキッズ』（わくわくはっけんぶりっくきっず）は、2019年4月7日から2019年12月22日まで東海テレビで放送されていたレゴランド・ジャパンの広報番組。放送時間は毎週日曜日17:25 - 17:30｡

## 概要
藤本美貴と子役出演者のメンバーが毎回レゴランド・ジャパンのイベントや施設について紹介する。。

## 出演者
- 藤本美貴
- 阪野由晟
- 江原風花
- 今岡稔裕

## 放送時間
- 2019年4月7日 - 
  - 日曜 17:25 - 17:30